# Olympische Winterspiele 2014/Teilnehmer (Thailand)
| Gelbes Symbol für Goldmedaillen mit stilisierten Olympischen Ringen | Graues Symbol für Silbermedaillen mit stilisierten Olympischen Ringen | Braundes Symbol für Bronzemedaillen mit stilisierten Olympischen Ringen |
| ------------------------------------------------------------------- | --------------------------------------------------------------------- | ----------------------------------------------------------------------- |
| —                                                                   | —                                                                     | —                                                                       |

Thailand nahm 2014 zum dritten Mal bei den Olympischen Winterspielen teil.

## Teilnehmer nach Sportarten

### Ski Alpin
Männer
- Kanes Sucharitakul

- Riesenslalom: 65. Platz
- Slalom: nicht beendet

Frauen
- Vanessa Vanakorn[1]

- Riesenslalom: 67. Platz